# 上海戏剧学院校友列表
下表为中国戏剧学院上海戏剧学院就读的校友：

## 演员

### 1947年-1989年
| 年级 | 表演系本科 | 其他                 |
| 1947 | 严翔 |                      |
| 1952 | 游本昌 |                      |
| 1954 | 郑毓芝 |                      |
| 1955 | 焦晃 |                      |
| 1956 | 祝希娟 |                      |
| 1959 | 魏宗万 |                      |
| 1962 | 赵有亮、童自荣 |                      |
| 1963 | 彭荫泰 |                      |
| 1965 | 王志华 |                      |
| 1972 | 杨绍林 |                      |
| 1973 | 奚美娟、潘虹、曹秋根 |                      |
| 1974 | 郭达 |                      |
| 1977 | 周野芒、于威平、祝延平、王诗槐、迟重瑞、孙淳、傅丽莉、吕凉、宋忆宁 |                      |
| 1978 | 王伯昭、李建义、张小磊、吴冕 |                      |
| 1980 | 刘威、张秋歌、洪宇宙、丁嘉丽（丁嘉莉） |                      |
| 1981 | 宋佳、杨昆、张兰、王洛勇、牛飘 |                      |
| 1982 | 德力格尔 |                      |
| 1983 | 李幼斌、毕彦君 |                      |
| 1984 | 尤勇 |                      |
| 1985 | 萨日娜、高曙光、郭冬临、肖荣生 |                      |
| 1986 | 陈红、尹铸胜、盖丽丽、于慧、杨春荣、王学明、施大生 | - 话剧表演专科：徐程 |
| 1987 | 郭东文、剧雪、荣蓉、解蕾、刘琼、周笑莉、甘向宁、郝滨、雷振宇、郭亮、李勃阳、袁东、罗旭武、白永成、岳霄冰、田纯、宁理、姚积汶、韦瑮、王辉、赵奕清、黄湘阳、史戈、富雷、马晓晴、潘燕、王战 |                      |
| 1989 | 任程伟、王琳、金玉婷、王强、张晞临、郝平、黄蕾、周杰 |                      |

### 1990年-1995年
| 年级 | 表演系本科 | 其他                                             |
| 1990 | 徐峥、沈晓海、程雷、果靖霖 | - 模特表演班：宁静                               |
| 1991 | 徐东生、邓志鸿、牛勇、汪钧、刘大明、黄辉、于洋、沈磊、高克非、李小桦、吴越、陆玲、傅冲、郑琼、舒旭霞、郝阳、孙继红、许浩宏、李迎春、张欣                   |                                                  |
| 1992 | 詹小楠、赵颖、于和伟、王茜华、金玉婷、安泽豪（安行）、王新、孙逊                                                                                           |                                                  |
| 1993 | 任泉、李冰冰、廖凡、王亚楠、李钰、徐路、刘小锋、曹艳艳、高蓓蓓、黄浩、海一天、范智博、刘晓虎                                                               | - 话剧表演班：阮丹宁、表演專科：徐洪浩           |
| 1994 | 保剑锋、杨旻娜、马伊俐、李晔、胡靖钒、李熙铭、果静林、王宇、周莉、李佳璇                                                                                   |                                                  |
| 1995 | 陆毅、鲍蕾、薛佳凝、罗海琼、田海蓉、赵阳、王景春、候靖宇、王霞、佟悦、李倩、王洋、毋萌萌、王小男、高容、杨超、吴健、董营、毛欣、石畅、赵健、郑仕民、朱泳騰 | - 电视艺术班：沈傲君、喻恩泰、周瑾、陈蓉、吉雪萍 |

### 1996年-2000年
| 年级 | 表演系本科 | 其他                                             |
| 1996 | 郝蕾、聂远、姚婧、刘宝寅、邵汶、陈思成                                                                                   |                                                  |
| 1997 | 佟大为、严屹宽（严宽）、冯绍峰、杨蓉、程莉莎、正、王雅捷、苏丽晶、王博、李佳璘、任山、杨皓宇、周琳皓、庄嘉敏             | - 导演系本科：鲍莉、电视编辑（主持与采访）：于毅 |
| 1998 | 任重、张铎、王阳、赵锦焘、赵达、冯鹏、荆浩、刘禹、魏小军、龙一仪、傅淼、蒋雪、许树琴                                     |                                                  |
| 1999 | 童蕾、钱石义、李姝、胡海峰                                                                                               | - 表演系专科：宋佳                               |
| 2000 | 郭京飞、万茜、张丹峰、钱芳、高梓淇、谢承颖、薛光磊、卫莱、齐白雪、赵帅、李天洋、周铭晗、高昊、李立、高斯、徐婧灵、林江国 | 黃浩詠                                           |

### 2001年-2005年
| 年级 | 表演系本科 | 其他                                                                  |
| 2001 | 胡歌、韩雪、袁弘、朱杰、徐麒雯、孙鹏滨、王玮、李超 |                                                                       |
| 2002 | 曹晓雯、杜佳磊、杜晓婷、纪宁、贾景晖、雷佳音、李念、李沅纯、刘辉、梅年佳、彭国斌、苏雅维、孙艺洲（孙翱）、孙锂华、孙全、王若子、王诗蒙、王帅、王璇、王杨美子、王也农、王冶冬、武一、徐进、徐军燕、杨潇、叶青青、翟煦飞、赵海涛、莫小棋、杜若溪 |                                                                       |
| 2003 | 徐海乔（徐垚）、金为珩、卫明、王懿、铁政、秦钢、姚奕辰、李广斌、吴迪、刘畅、李周、何建泽、王运超、杨琼、齐一闻、万斯佳、黄白露、郭瑾、唐苑、王静、王一然、王玎、张雯、隋佳虹、黄敬轩 | - 音乐剧：肖涵、殷飞 - 播音与主持：董维嘉                             |
| 2004 | 江疏影、王晓晨、李金铭、海陆、赵霁、蓉卓(陈亦然、陈蓉)、王文娜、王豪、李木子、陆梅芳、韩燕、鞠晓菲、冯斯琦、吴茵杰、郑恺、陈赫、王传君、杜江、徐正溪、张殿伦、李广旭、孙信宏、王璐、耿英埔（耿帅）、肖英斌、严峻、黄戈、贺彬、蔡汪洋 | - 灯光设计：傅瑜 - 表演进修班：蓝燕 - 导演系：张宁江 - 音乐系：张峻宁 |
| 2005 | 金世佳、魏璐、刘圆媛、梅妮莎、嵇伊、王艺霖、刘苡辰、王葱然、宋博、边松滨、王啸、唐小松、孙清、王博、卢业达、章涛、李金、吴冠廷、张佳莹、张静静、晨辰、付然、张艺霖、王怡、郭彤彤、林丛丽、黄椰雯、贺坪、司琨、吴森、徐诚康、吕游、王淼、唐晓磊、胡是之、彭飞、赵梓博、苏俊杰、钱鑫、申屠佳惠、吕蓉、袁中方、姚林婧、于莹莹、刘芙伶、赵影、彭怡歌、刘梦楠、董怡江岭、薛佳健 | - 导演系：赵叶索 - 舞蹈系：羅雲熙                                     |

### 2006年-2010年
| 年级 | 表演系本科 | 其他                                                              |
| 2006 | 李佳航、王钊、李艺科、李泓毅、陈俊恺、黄伟、吴鑫、卜冠之、赵维、屈忠利、索牧、袁媛、郑颖颖、伊娜、仝晓燕、杨若识、张原晞、彭凯诗、赵雨程、张波、徐凡、刘寅文、王辰成                             | - 播音与主持系本科：魏千翔(魏一啸) - 音乐剧班：蔡蝶、娄艺潇、米杨 |
| 2007 | 林更新、蒲巴甲、闵健、刘畅、尹晨迪、姚远、郭永建、王佳梁、周超、孙启凯、苏航、秦晓飞、王子今、刘旭、沈伊婷、周放、孟丽、王姚佳、宋阁、王宝钗、赵千敬、李欣颖、苏濛濛、戴妮、刘姝瑾、杨文婷、王欣 | - 芭蕾舞班:徐开騁                                                 |
| 2008 | 杨懿、王彦霖、姜瑞佳、王家珧、赵磊、王靖、顾晓阳、肖彦博、刘禹、王俊东、姬晓飞、李锦飞、李奔、曲哲明、兰海蒙、陆媛媛、珊娜、甄珈莹、刘洋、周雪菲、艾佳妮、王妍、梁立文、张梦尧、米良             | - 进修班：王安琪 - 表演系本科音樂劇專業：張哲瀚                   |
| 2009 | 张子文、張雨劍、逯恣祯、张颖 |                                                                   |
| 2010 | 迪麗熱巴、 袁冰妍、冯越、张楚楚、刘丽琴 |                                                                   |

### 2011年-2015年
| 年级 | 表演系本科 | 其他 |
| 2011 | 鄧倫、郭曉婷、王洋、王煜、王路、張柏嘉、刘潺、刘倩文、王莎莎、汤晶晶 | - 舞台美術系：盛朗熙 - 民间舞：赵志伟 |
| 2012 | 程子铭、付万达、刘龙佼、韩东君、张彬彬、牛子藩、刘冬沁、彭博、曹泽昊、樊驿宁、王力赓、王然力、许峰、何昕霖、曲凌子、张雪、张辛梓、方皓苇、顾珂嘉、王瑄、沙妍伶、刘琦、张秀婷、陈可心、全思颖、严禹豪 | - 音乐剧：张泽、翟李朔天、刘天宝、李铭、周峰、罗澄宇、王笑然、赵炫棋、李星辰、郭烨、杨米啦、田梦、祝愿、李思润、郭耀嵘、王艺鸥、黎丹妮、温雅祺、李林蔚、周钰斐、江兰萱、滕艺、曹琳堃、爱资哈尔.牙生、夏克尔.肉孜 王天辰 - 导演班：刘碰碰、史汰龙、张景程、侯芃、徐天豪、徐瑞平、时达、胡水、曹效聪、刘梦扬、魏熙、张茜、任美璇、叶欣怡、费丛笑、刘晓夏、李佳宜、陈玥伊、曹释艺、杭诗越 - 木偶皮影木偶造型班：彭昱畅 |
| 2013 | 吴懿韬、于济玮、刘嘉文、刘润南、付思琪、倪言、高胜武 | - 音乐剧：田依桐 - 播音与主持系本科：陈娅安、张婧璇 |
| 2014 | 王思尧、朱聖禕、吳哲晗 | - 中国舞专业本科：朱正廷 - 導演班：丁禹兮 - 木偶皮影木偶造型班：乃萬 |
| 2015 | 左溢、李沫颔、程星源、高旻睿、蔡正伦、史文翔、王梓薇、赵旭、熊逸凡、刘玉璞、李越、袁雨萱、李婷婷 | ·進修班：宋妍霏、邢菲、邵明明 |

### 2016年-2020年
| 年级 | 表演系本科 | 其他 |
| 2016 | 赵婧祎、邱欣怡、谢嫣、肖露、虞锦雯、田曦薇、杨凯如、杨上又、李欢、张雅钦、孙萌、孙甜磊、孙溯梦汐、周佳钰、刘馨雨、孔语浩、宋建霖、李汶樯、施泽浩、方洋飞、李德鑫、栾小钧、梁国栋、梁志港、沈浩然、王川、王彦皓、王昱彭、王钰臻、闫猛                                 | - 導演系：丁禹兮 - 木偶班：职芳芳 |
| 2017 | 夏之光、范诗然、龙水婷、黄馨仪、张彤、何家豪、贺怡雯、马丝彤、李博豪、叶舒予、薛楚俊、倪浩森、王庆子豪、白小英楠、李佳馨、荣真多杰、张峻溢、宋继揚、王雅妮、王楚然                                                                                                   | - 音乐剧系：肖德俊、杨熠萌、姜力丹 |
| 2018 | 郜思雯、姜竣瀚、李柏翰、张子萌、郭康敏、邵欣、钟雯冠、黄馨仪、刘惠瑜、米易航、韩艺娜、颜安、阎昊、孙熙平、胡坤、梁文慧、马小钦、刘梓凝、刘妍池、姚心怡、宋麒、王卓达、刘钰浦、董瑜枫、王梓濠、张常宁、杨帆、胡昕怡、蒋薇、张令仪、李嘉怡、李澳、李佳宁、黄婷         | |
| 2019 | 陈仟钰、孙珍妮、陈涛、白冰可、于若男、陈伟、孙峥、王鹏楷、古子成、邱文尧、王睿涵、李紫瑞、郭依林、余秋儀、曲靖、周明辉、吴俊霆、灵超、韩子正、乔思慧、潘玥同、李孝谦、刘洋、李日尧、尹伟龙、史怡艾秋、张浩煜、王圣淇、張鎬濂、陆弘炜、王奕宁、赵微、郝贾沛钊、杨雨微 | - 播音与主持艺术系:高寒、徐棵二 - 音乐剧系：厉永芃、刘铭杰、蔡佳怡、刘臻、丁星辰、王滢钰、谭睿蕾、包日格丽娜、赵嘉豪、霍泽安、赵轩霆、陈诗丹、栗正、徐蜜聪、李杨、彭馨莹、张怡娜、李泽熙、牛博为、杨磊、朴惠源、温升宝、段雪、邹宇昂、姬佳棋、王玉恒、王珠玛、张艺 凡、刘勃汐 |
| 2020 | 于浩航、张一凡、房玉龙、濮可扬、徐珈炫、许 涛、胡一鸣、袁灏、韩昆晏、张宸、米成岳、徐新驰、庞家裕、夏艺鑫、武 大伟、丁晨辉、陈怡霏、侯懿芮、曹羽奕、孟毅坤、宋佳怡、姜钰佳、余璐娜、牛嘉欣、张嘉文、段星羽、曹妃妃、解晨曦、闫阔 、钱婧、袁普煦、章佳钥              | - 音乐剧系： 周凯文、廖哲珣、邵骏泽、张恒睿、王翰闻、杨浩 然、史金昊、尹智博、张浩然、李籽诺、林墨、沈唯、袁 珂、刘雨银、杭筱玥、柳杉杉、周煜彬、陈美屹、冯丽冰 |
| 2021 | 罗安南、李政宸、周毅、黄御庭、张禹阳、张倬铭、桑国俊、刘思翰、夏哲栋、李佳奇、徐浚桓、张钰琪、吴嘉东、秦梓峰、刘政昭、甘子琳、孟默蕾、王欣怡、鲁雅楠、刘雅琪、徐霖纳、宗姝婷、柳颖、计佳羽、周景怡、王子妤、李依梵、许嘉文、喻文婕、王彧倩、丛凰文                   | - 音乐剧系：庄凯俊、杨瑞涵、杜知衡、付政凯、张美涵、张铭予、蔡鼎延、徐颖、沈天宸、王苒、章庭链、俞佳一、彭宝莹、栾靖宇、石晓媛、李怡垚、王炳、孙雨晴、刘子悦、拜荣基、曹嘉月、夏云梦、王天晴、杨钦茜                                                                          |

## 导演
- 梁山
- 蒋维国
- 熊源伟

## 编剧
- 余秋雨

## 主持人
- 96级电视艺术系节目电视编辑专业：董卿（07级艺术硕士）
- 95级电视艺术系：周瑾、吉雪萍、陈蓉
- 97级电视艺术系：朱桢
- 03级播音主持系：趙路
- 04级播音主持系：佘雅静
- 04级：钱枫
- 05级播音主持系：司雯嘉
- 竺浩天

## 化妆师
- 88级戏剧人物造型：毛戈平